# Yaozitou (ort i Kina, Shanxi Sheng, lat 39,21, long 112,36)
Yaozitou är en ort i Kina. Den ligger i provinsen Shanxi, i den norra delen av landet, omkring 150 kilometer norr om provinshuvudstaden Taiyuan. Antalet invånare är 10 195. Befolkningen består av 4 913 kvinnor och 5 282 män. Barn under 15 år utgör 15,0 %, vuxna 15-64 år 73 %, och äldre över 65 år 10,0 %.
Runt Yaozitou är det ganska tätbefolkat, med 83 invånare per kvadratkilometer. Närmaste större samhälle är Xiatuanpu, 16,7 km norr om Yaozitou. Trakten runt Yaozitou består i huvudsak av gräsmarker.
Genomsnittlig årsnederbörd är 620 millimeter. Den regnigaste månaden är juli, med i genomsnitt 184 mm nederbörd, och den torraste är december, med 3 mm nederbörd.